# Rui Torres
Rutilio Torres Mantecón (Ciudad de México, 30 de diciembre de 1976-Ciudad de México, 24 de febrero de 2008) más conocido como Rui Torres, fue un artista y presentador mexicano, conocido por presentar la primera y segunda temporada (entre el 2000 y 2003) del programa Art Attack en su versión para América Latina en el canal de televisión Disney Channel.

## Primeros años
Rutilio Torres Mantecón nació el 30 de diciembre de 1976 en la Ciudad de México.
Él tenía una hermana, que aún vive, y se llama Maricruz Torres

## Carrera
Terminó la escuela secundaria en el colegio Green Hills en la Ciudad de México.
En 2001, fue uno de los cuatro universitarios con mejor puntuación en el examen de admisión a las licenciaturas de la Universidad Nacional Autónoma de México.
Ingresó a la carrera de Psicología. Torres aseguró que esta licenciatura le permitiría combinar sus responsabilidades académicas con una carrera de actuación.
Ese mismo año Disney compró a la productora británica The Media Merchants y con ella los derechos del programa Art Attack. Emitiéndose en Disney Channel Latinoamérica, durante los dos años consiguientes eligieron a Torres como conductor de la versión local, llamada Art Attack de Disney.
Paralelamente estudió una ingeniería en el Instituto Tecnológico Autónomo de México, donde en 2002 se recibió como ingeniero en Telemática, siendo beneficiario de la beca Baillères por sus calificaciones.
Rui Torres participó en la conservación de la obra del muralista mexicano Diego Rivera. Esto habría llamado la atención de Disney para ficharlo como conductor de Art Attack.
En 2003, después de grabar dos temporadas del programa Art Attack en la ciudad de Maidstone (62 km al sureste de Londres, Reino Unido), Torres decidió regresar a México para continuar sus estudios universitarios y dedicar más tiempo a su familia. Por esa razón, fue reemplazado por el español Jordi Cruz, que fue doblado al español neutro para el mercado latinoamericano por el actor de doblaje argentino Ariel Cister.
En el Informe anual 2004 de la fundación UNAM se lo menciona como uno de los 2863 socios activos de la fundación en 2004, y como una de las personas físicas que fueron «benefactores de la fundación en el año 2004».

## Fallecimiento
En agosto de 2008, se confirmó en la revista Conexión del ITAM que Rutilio Torres Mantecón había fallecido el 24 de febrero de ese mismo año.
Según los registros del Gobierno de Ciudad de México, la causa de muerte fue «efectos adversos de drogas o medicamentos no especificados».
Se especula, sin ningún tipo de prueba que lo sustente, que la ingesta excesiva de ciertos medicamentos (los cuales pudieron ser antidepresivos) se derivó de una posible y fuerte depresión causada por el fallecimiento de su hija de dos años de edad, quien presuntamente contrajo neumonía en un viaje realizado. Esta versión es especulativa, debido a que nunca fueron explicadas públicamente y a detalle las condiciones de su fallecimiento.

## Filmografía

### Televisión
| Años      | Programa   | Cadena         | Participación | Episodios  |
| --------- | ---------- | -------------- | ------------- | ---------- |
| 2000-2001 | Art Attack | Disney Channel | Presentador   | 29         |
| 2001-2003 | Art Attack | Disney Channel | Presentador   | Al menos 6 |